# 13 Cats
13 Cats（サーティーン・キャッツ）はアメリカ合衆国のロカビリーバンドである。1996年12月13日にデビューライブを行い、アルバムを出して活動していたが現在は活動していない。

## メンバー
スリム・ジム・ファントム（Slim Jim Phantom）
ドラムス担当。ストレイ・キャッツのメンバー。
ティム・ポールキャット（Tim Polecat、本名：Tim Worman）
ボーカル担当。ポールキャッツのメンバー。
スマッティ・スミス（Smutty Smith）
ベース担当。ザ・ロカッツのメンバー。
ジョニー・ボーラー（Jonny Bowler）
ベース担当。グアナバッツのメンバー。
ダニー・ハーヴェイ（Danny B. Harvey）
ギター担当。ザ・ロカッツのメンバー。

## 作品
- イン・ザ・ビギニング - In The Beginning （2002年）
- 13トラックス - 13 Tracks
- イン・ザ・ビギニング2 - In The Beginning 2